# Chelidonura livida
Chelidonura livida is een slakkensoort uit de familie van de Aglajidae. De wetenschappelijke naam van de soort is voor het eerst geldig gepubliceerd in 1994 door Yonow.